# Daltonia tenuifolia
Daltonia tenuifolia är en bladmossart som beskrevs av Mitten 1869. Daltonia tenuifolia ingår i släktet Daltonia och familjen Daltoniaceae. Inga underarter finns listade i Catalogue of Life.